# Trpki skutnikovec
Trpki skutnikovec (znanstveno ime Amaropostia stiptica) je gliva iz rodu skutnikovcev (Amaropostia). Specifični epitet stiptica se nanaša na stiptično (krči telesno tkivo, zavira krvavitev) lastnost te glive, ki naj bi ustavila krvavitev, če jo nanesemo na odprto rano.

## Značilnosti
Klobuk ima do 10 cm v premeru, je bočno pritrjen na podlago in je nepravilne poličaste polkrožne ali školjkaste oblike. Debel je od 1 do 3 cm. Zgornja neplodna povšina je fino žametna, bela, neravna in s staranjem postane svetlo oker. Robovi so zaobljeni pri mladih osebkih in s staranjem postanejo bolj ostri.
Spodnja plodna površina je sestavljena iz 2 do 6 mm dolgih belih cevk, ki se končajo z belimi porami.  Gostota por je 3 do 4 na mm. Iz spodnje površine se pogosto izločajo vodne kapljice.
Meso vlaknato in belo. Okus je najprej grenak, nato postane tako močno trpek, da daje občutek dušenja.

## Razširjenost in življenjski prostor
Raste posamično ali v manjših poličastih skupinah; čez celo leto na odmrlih vejah in štorih iglavcev, zelo redko tudi listavcev. Trose sprošča samo v jeseni.

## Mikroskopske značilnosti
Trosni odtis je bele barve. Trosi so podolgovato eliptični, gladki, neamiloidni in merijo 3,5–4,5 x 2–2,5,5 μm.

## Podobne vrste
- skutovci (Postia) so milega okusa
- snežnobeli sirovec (Tyromyces chioneus) raste na lesu listavcev, ima rahlo zavite trose in ima samo rahlo grenak okus.

## Uporabnost
Neužitna.

## Galerija slik
- ilustracija
- klobuk
- trosovnica